# Ржезников, Арон Иосифович
Аро́н Ио́сифович Рже́зников (1898, Чернигов — 1943) — советский художник-живописец, график.

## Биография
Арон Иосифович Ржезников родился в 1899 году в г. Чернигове в семье сапожника.
В 1917 году поступил учиться в Училище живописи, ваяния и зодчества в Москве. Вскоре умер его отец, и он был вынужден возвратиться домой.
С 1910 года Арон учился в реальном училище (Чернигов). В Чернигове участвовал в выставках, руководил студией и мастерской плаката; писал декорации для театра.
С 1922 года — в Москве. Учился в Московском училище живописи, ваяния и зодчества, в 1927 году окончил ВХУТЕМАС, где его учителями были Р. Фальк, затем Д. Штеренберг.
В конце 1930-х гг. Арон Ржезников входил в художественное объединение 
«Группа пяти» вместе с художниками Львом Зевиным, Львом Ароновым, 
Михаилом Добросердовым и Абрамом Пейсаховичем.
Писал портреты, пейзажи, индустриальные пейзажи, жанровые композиции. В 1939 году на 1-й молодёжной выставке выставлял картину «Карл Маркс на Гаагском конгрессе» — единственное в советской живописи произведение, посвящённое Первому Интернационалу.
Автор теоретических статей об импрессионизме.
1939–1940 – автор исследовательских статей об импрессионизме, Сезанне и старых мастерах, в которых стремился доказать необходимость синтеза импрессионистической непосредственности восприятия природы, сезанновской композиционной конструктивности и тонально-световой обобщенности и предметности старых мастеров.
Осенью 1940 года в Москве прошла выставка «Группы пяти».
1943 – Арон Ржезников погиб на фронте.

## Выставки
2016
«Группа пяти: утраты и открытия», галерея Открытый клуб, Москва

## Галерея

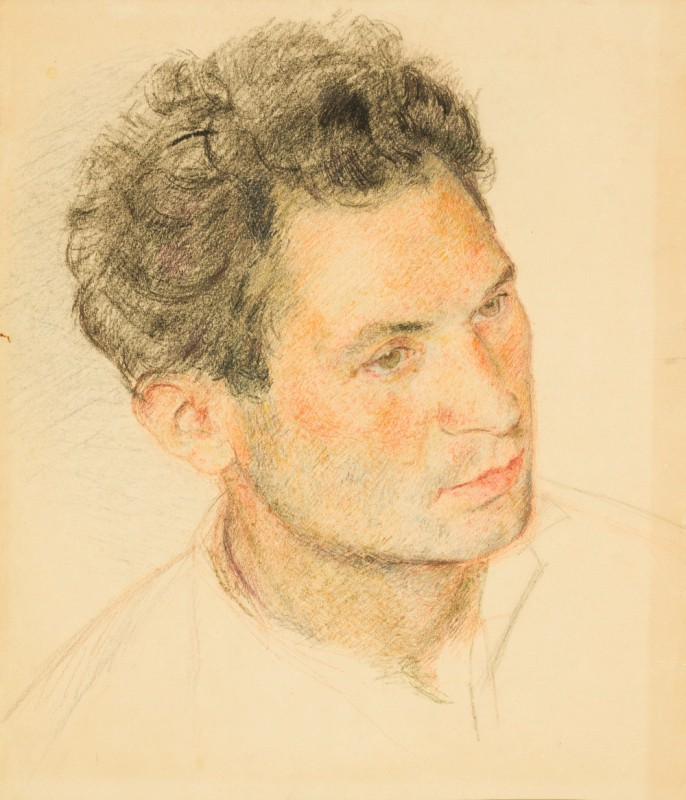
Ржезников. Портрет художника М. Хазанова 1932
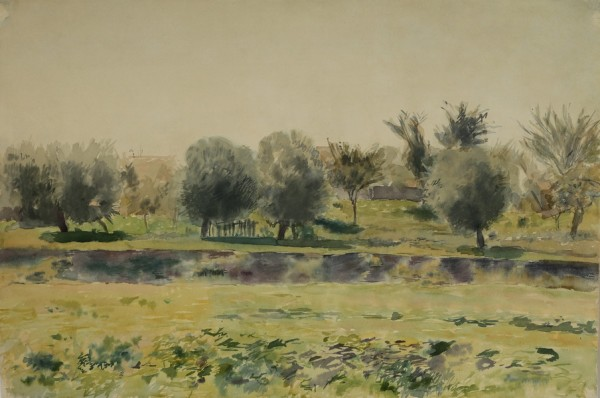
Пейзаж
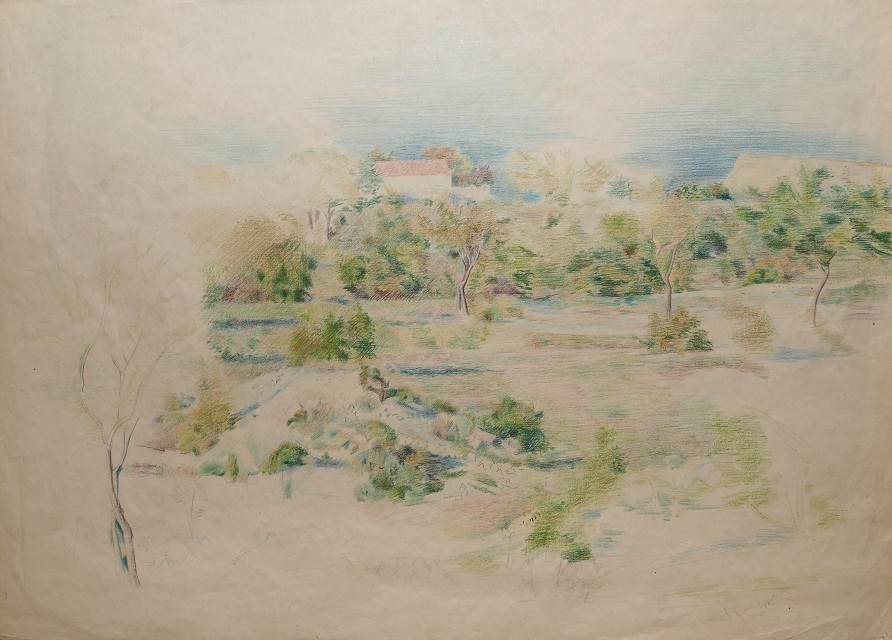
В Геленджике, 1927
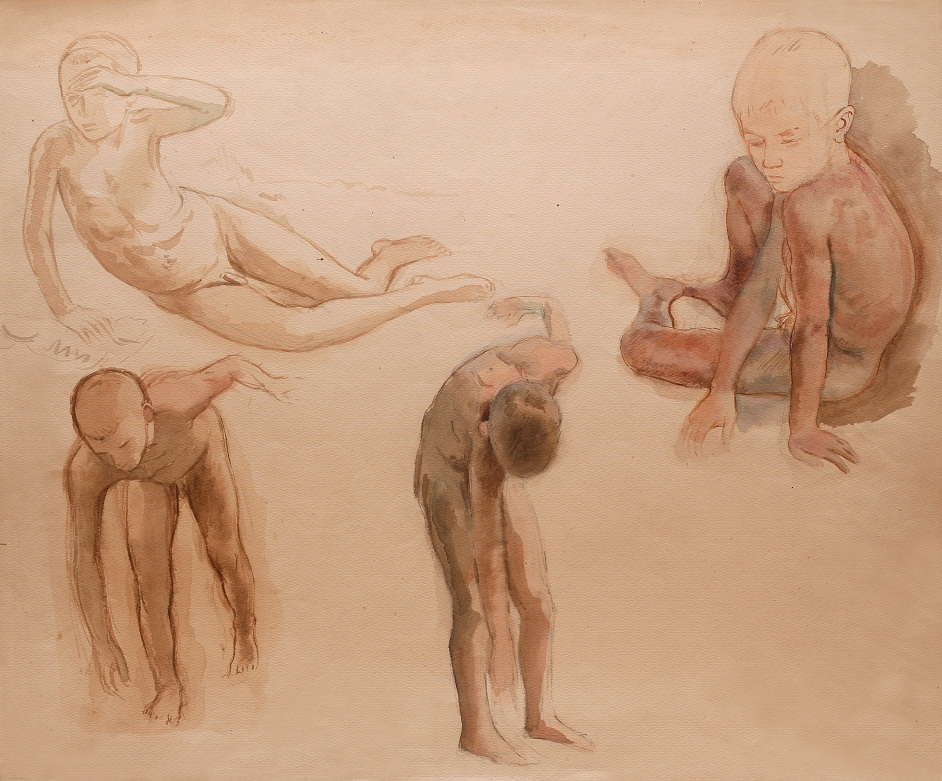
Наброски обнаженных мальчиков, 1928
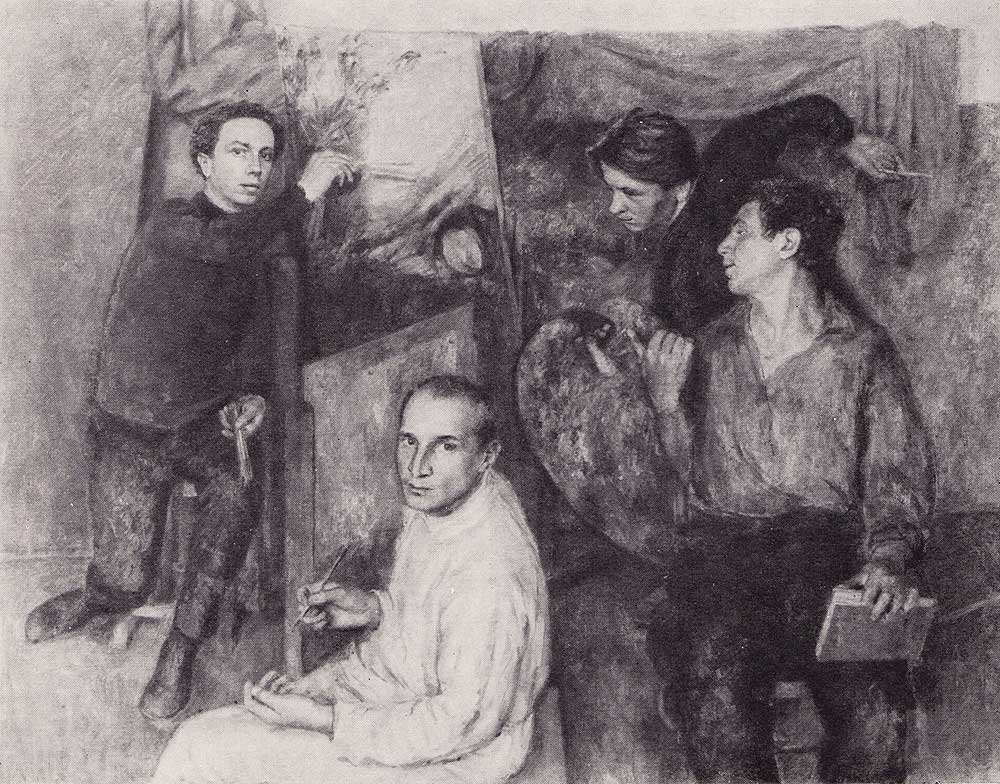
Групповой портрет художников: А. Ржезников, М. Хазанов, Г. Тарасевич, С. Раевский. 1927
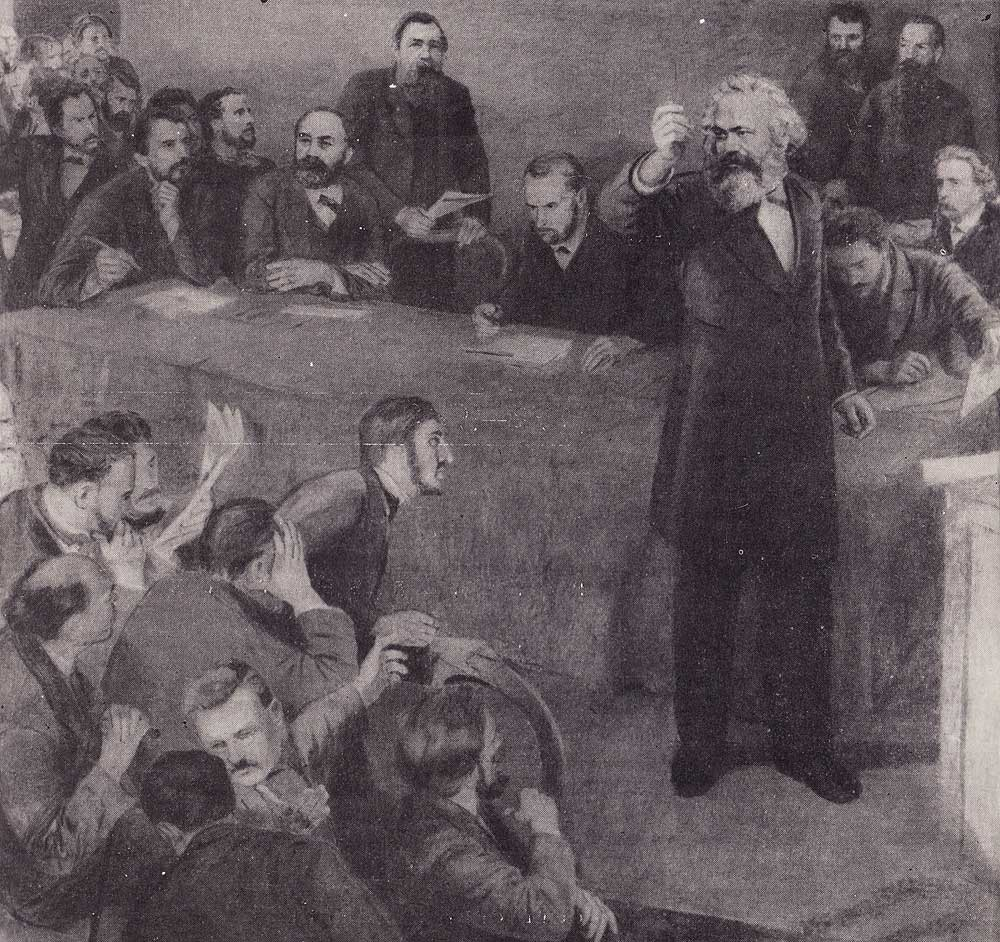
Карл Маркс на Гаагском конгрессе. 1932